# Baureihe E19
De Baureihe 119, tot 1968 bekend als E19, was een elektrische locomotief bestemd voor het personenvervoer van de Deutsche Reichsbahn Gesellschaft (DRG). Deze locomotieven kwamen na de Tweede Wereldoorlog allemaal bij de Deutsche Bundesbahn terecht.

## Geschiedenis
In 1938 werden door AEG, Siemens-Schuckertwerke (SSW) en Henschel de sterkste locomotieven met een enkel frame ter wereld gebouwd. Deze locomotieven hadden een maximumsnelheid van 180 km/h en waren ontworpen voor een maximumsnelheid van 225 km/h. Door het uitbreken van de Tweede Wereldoorlog konden deze locomotieven niet uitgebreid getest worden. Hierdoor stopte de verdere bouw van deze locomotieven. Om de inzet te waarborgen werd de maximumsnelheid verlaagd tot 140 km/h.

## Constructie en techniek
De locomotief heeft een stalen frame. Het frame heeft voor en achter een loopas en daartussen vier vast gelagerde assen met grote wielen die ieder door een elektrische motor worden aangedreven.

### Nummers
De locomotieven waren als volgt genummerd:
| Lijst van de E19 |                  |                |                                |
| Nummer DRG       | Eigenaar na 1945 | Nummer na 1968 | Opmerkingen                    |
| E19 01           | DB               | 119 001        | Deutschen Technikmuseum Berlin |
| E19 02           | DB               | 119 002        |                                |
| E19 11           | DB               | 119 011        |                                |
| E19 12           | DB               | 119 012        | Verkehrsmuseum Nürnberg        |

## Treindiensten
De locomotieven werden na de oorlog door de Deutsche Bundesbahn gebruikt op trajecten rond München.

## Foto's

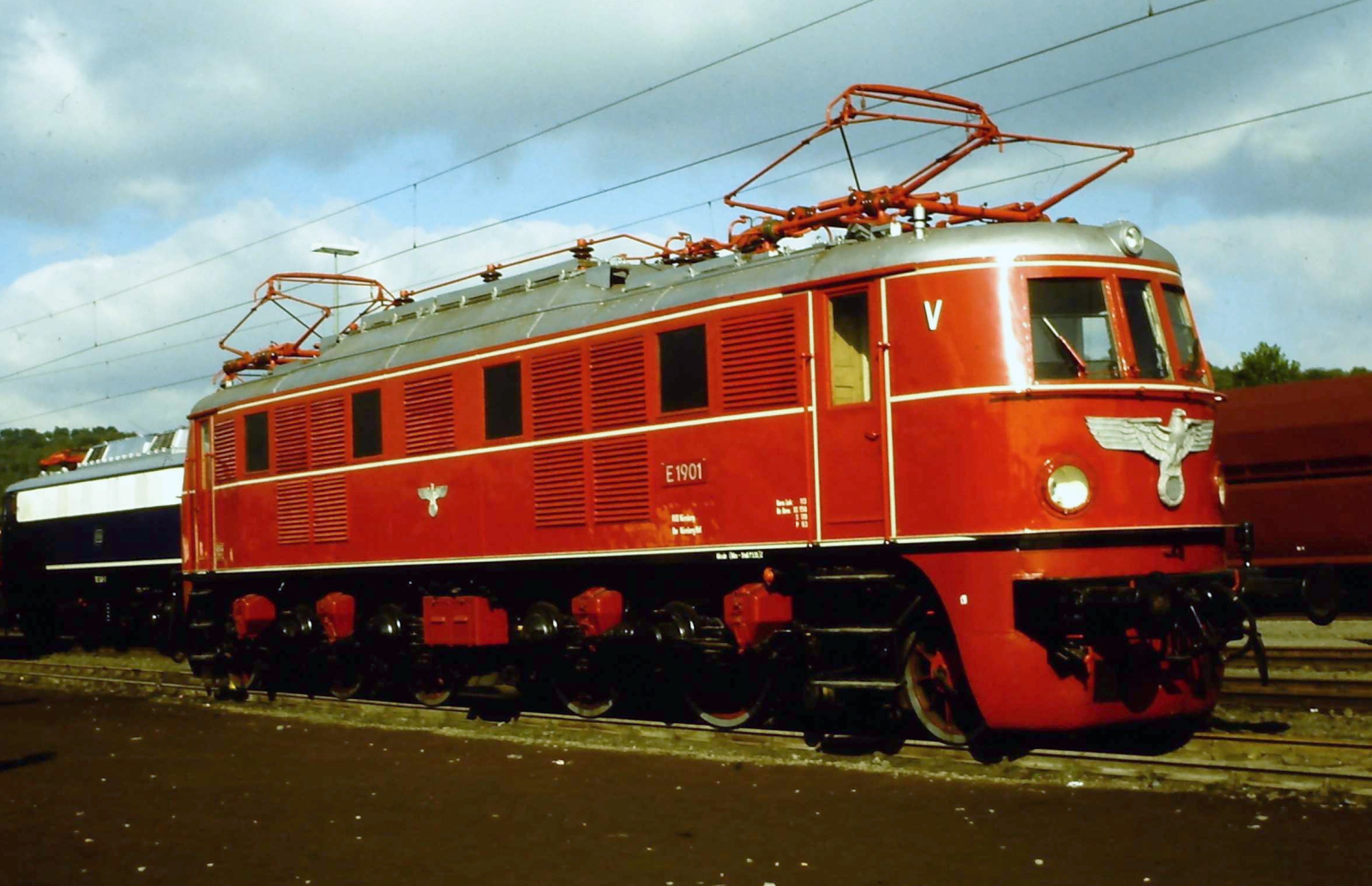
E19 01 op 13.10.1985 in Bochum Dahlhausen
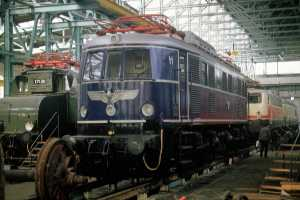
E 19 12 in blauw, 1984

In dit overzicht staan eveneens treinen van de Deutsche Bundesbahn (DB) en van de Deutsche Reichsbahn (DR)